# 針線活

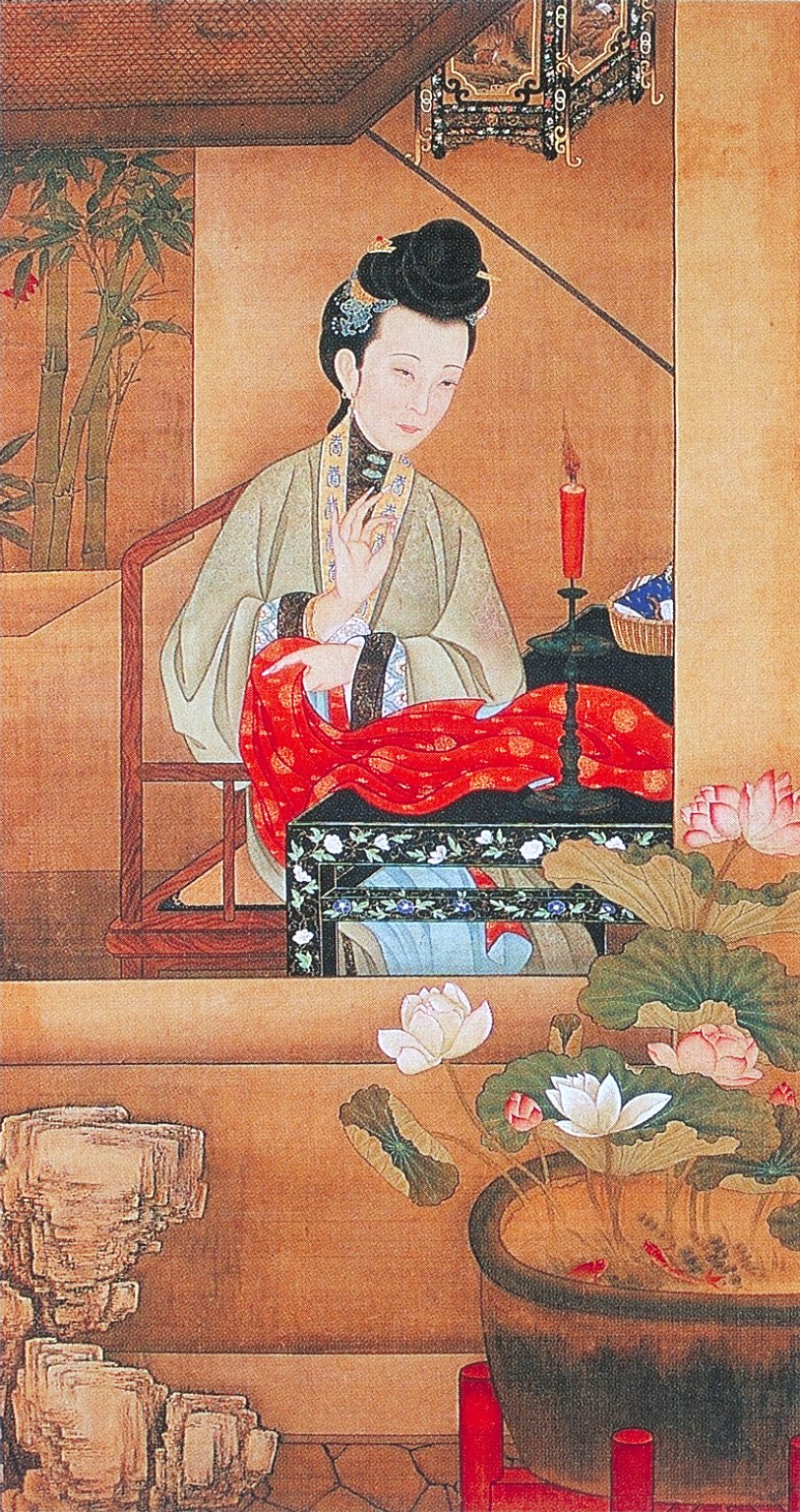
中国古代提倡女性遵行四德，清朝宫廷画师所绘《美人图》，虽描绘的是上层社会妇女，但仍以在夜间进行针线活表现女子四德之一的妇功。

針黹即針織工藝，俗稱針線活，由於傳統上多由女性從事，故又稱女紅，是各種針線工作的統稱，從紡織、編織、縫紉、刺繡、拼布、貼布繡等，是世界各地皆可見的民間手工藝。除實用價值外還有裝飾作用。
针织被定义为由线圈相互穿套形成织物的过程. 针织不像机织那样,需要两套纱线,针织只需要一套纱线即可。这一套纱线可以包括一根纱线(纬编)或一组纱线(经编)。
在纬编过程中,线圈由单根纬纱形成,形成的线圈，多少不限，沿着织物的宽度方向形成一排水平的线圈,即线圈横列。
在经编过程中，所有的线圈同时形成一个线圈横列，同时线圈纵列的长度也在增加。
针织线圈可以按其几何形状或观察者观察的方式来分类。按几何形状分类时,如果形成线圈的纱线不在线圈的底部交叉,则称为开口线圈;如果在底部发生纱线的交叉,则称为闭口线圈。
正面线圈或反面线圈的确定需要由观察者决定。开口线圈的线圈形成时时朝向观察者的，而闭口线圈的线圈形成时是背向观察者的。虽然正面和反面的定义并不很确切,但在分析和描述纬编结构的特性时有一定的作用。
在经编和纬编工艺中,形成线圈的主要机件是针,在经编和纬编中最常用的针是舌针。舌针是在19世纪中期发明的,之所以称为舌针,是因为在针织过程中,不需要任何特殊的帮助便可使打开的针舌闭合。
舌针形成线圈的过程如下，在起针位置,被握持的线圈停在开口针舌上面，在针向上运动时,被握持的线圈从针舌上滑到针杆上,为退圈。针钩的向下运动使其握持一段新的纱线,此过程称为喂纱。当针继续向下运动时,在旧线圈的作用下,针舌被关闭。脱圈之后线圈被拉伸,一个新的线圈形成。此时针必须返回到起针位置,这样就完成了一个循环。应该注意,旧线圈在整个循环过程中一直保持着同样的高度。这一点很重要,否则退圈、脱圈和线圈的拉伸不会发生。可以由沉降片或织物张力来控制旧线圈。还应注意织物要从针平面离开,这对所有的针都是适用的。